# 金子詔一
金子 詔一（かねこ しょういち、1942年 - 2025年4月1日）は、日本の作詞家・作曲家、英語教育者、実業家。日本の歌百選にも選ばれた「今日の日はさようなら」の作詞・作曲者として知られる。

## 略歴
- 1954年 - 杉並区立第四小学校を卒業[2]。
- 1964年 - 公益財団法人ハーモニィセンター設立に参画するため、立教大学大学院を中退[2][3]。
- 1966年 - ハーモニィセンターの専従スタッフ時代に、キャンプソングとして「今日の日はさようなら」を制作[4]。
- 1972年 - 英語トレーニングクラブ「株式会社エフ・アイ・エー[5]を設立[2]。
- 1975年 - 東京都知事選挙に立候補[2]、落選。
- 1985年 - 「英語九九」推進のため、株式会社地球人村を設立[2]。
- 2025年 - 4月1日に死去[1]。

## 作詞・作曲
- 「今日の日はさようなら」（森山良子、1967年）
- 「チャーリーブラウンの歌」

### 校歌
- 裾野市立向田小学校
- 裾野市立千福が丘小学校
- 沼津市立愛鷹小学校